# Dzwonkówka (Karkonosze)
Dzwonkówka (niem. Glocke, 1002 m n.p.m.) – szczyt w Karkonoszach w obrębie Lasockiego Grzbietu.
Położony w północnej części Lasockiego Grzbietu, w bocznym grzbiecie odchodzącym ku wschodowi w północnej części masywu Łysociny, w widłach Złotnej i jej dopływu - Białego Strumienia.
Zbudowany ze skał metamorficznych wschodniej osłony granitu karkonoskiego – gnejsów i łupków łyszczykowych.
Cały masyw zalesiony.
Przez szczyt przechodzi  niebieski szlak turystyczny z Jarkowic na Przełęcz Okraj.